# 509
509 (DIX) var ett normalår som började en torsdag i den julianska kalendern.

## Händelser
- Klodvig I, som har varit kung över de saliska frankerna sedan 481 eller 482, blir nu kung över alla franker och därmed av Frankerriket. Därmed grundas den merovingiska maktställning över riket, som kommer att vara tills den siste merovingerkungen avsätts 743.

## Födda
- Kejsar Kimmei av Japan
- Christian Na, koreansk filosof
- Wei Xiaokuan

## Avlidna
- Eochaid mac Muiredaig Muinderg, kung av Ulaid.